# 晦日
晦，指朔的前一天。在地球上幾乎看不到月亮。農曆将晦日定为每月的最後一天，因此可能是廿九或三十日。一年最後一天（除夕）又稱大晦日。
和曆經過改革後，也將此用法用於陽曆上每月最後一天，所以日本看不到月亮的說法將不再適用於此曆法。

## 出處
《公羊傳．僖公十六年》：「何以不日？晦日也。」
《儒林外史．第四三回》：「晦日用兵，兵法所忌。」

南宋楊萬里《三月晦日遊越王臺》：
榕樹梢頭訪古臺，下看碧海一瓊杯。
越王歌舞春風處，今日替風獨自來。